# Bussus-Bussuel
Bussus-Bussuel és un municipi francès situat al departament del Somme i a la regió dels Alts de França. L'any 2008 tenia 277 habitants.

## Demografia

### Població
El 2007 la població de fet de Bussus-Bussuel era de 268 persones. Hi havia 102 famílies de les quals 16 eren unipersonals (4 homes vivint sols i 12 dones vivint soles), 37 parelles sense fills, 41 parelles amb fills i 8 famílies monoparentals amb fills.
La població ha evolucionat segons el següent gràfic:
Habitants censats

### Habitatges

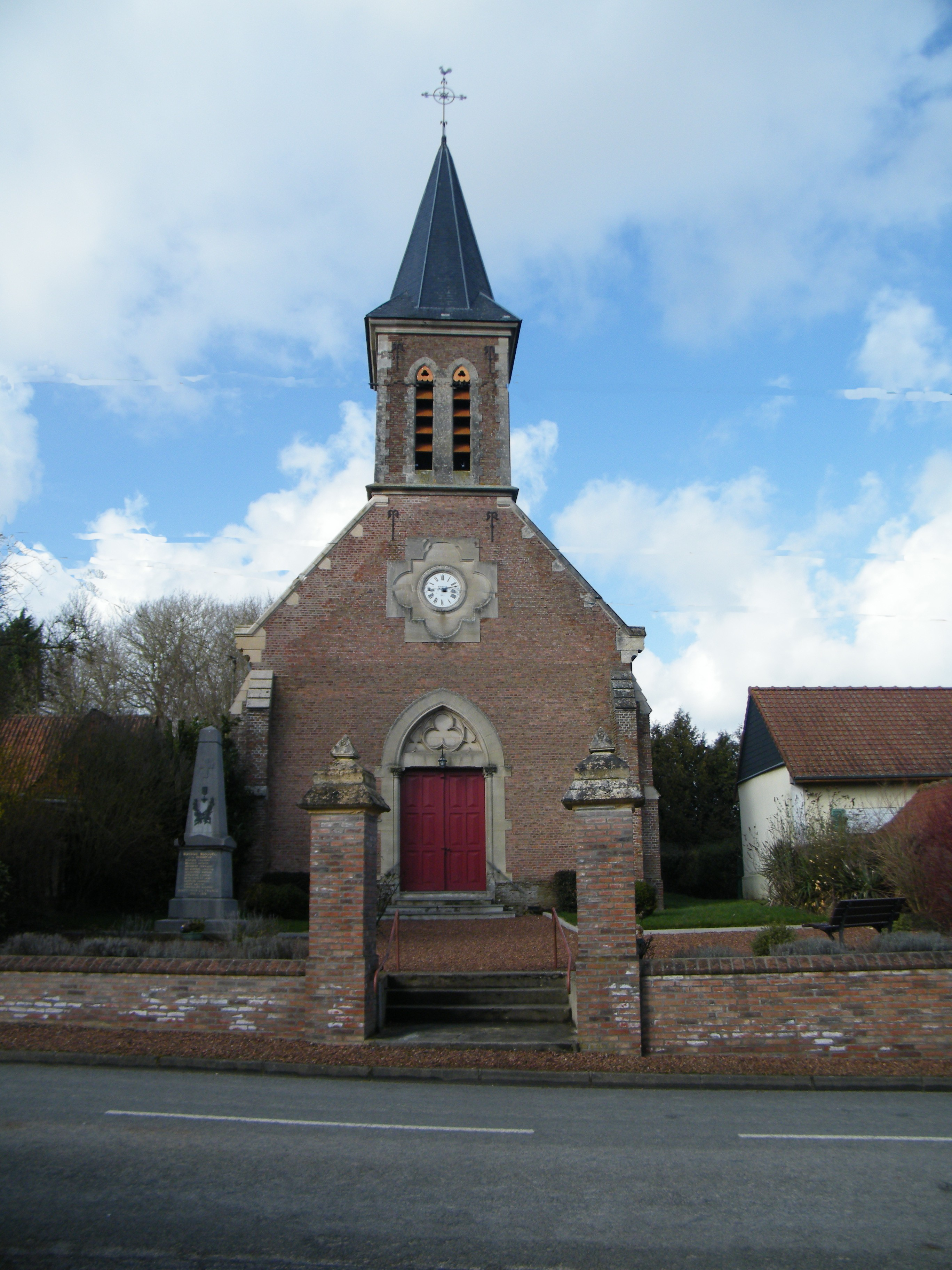
Bussus

El 2007 hi havia 114 habitatges, 100 eren l'habitatge principal de la família, 11 eren segones residències i 3 estaven desocupats. Tots els 113 habitatges eren cases. Dels 100 habitatges principals, 93 estaven ocupats pels seus propietaris, 2 estaven llogats i ocupats pels llogaters i 4 estaven cedits a títol gratuït; 1 tenia dues cambres, 7 en tenien tres, 18 en tenien quatre i 73 en tenien cinc o més. 75 habitatges disposaven pel capbaix d'una plaça de pàrquing. A 45 habitatges hi havia un automòbil i a 45 n'hi havia dos o més.

### Piràmide de població
La piràmide de població per edats i sexe el 2009 era:
| Homes | Edats   | Dones |
| ----- | ------- | ----- |
| 0     | 95 o +  | 0     |
| 0     | 90 a 94 | 4     |
| 0     | 85 a 89 | 0     |
| 0     | 80 a 84 | 4     |
| 0     | 75 a 79 | 0     |
| 0     | 70 a 74 | 0     |
| 8     | 65 a 69 | 0     |
| 12    | 60 a 64 | 12    |
| 12    | 55 a 59 | 0     |
| 4     | 50 a 54 | 16    |
| 16    | 45 a 49 | 16    |
| 16    | 40 a 44 | 8     |
| 8     | 35 a 39 | 8     |
| 12    | 30 a 34 | 8     |
| 4     | 25 a 29 | 8     |
| 0     | 20 a 24 | 8     |
| 20    | 15 a 19 | 4     |
| 4     | 10 a 14 | 24    |
| 16    | 5 a 9   | 4     |
| 8     | 0 a 4   | 0     |

## Economia

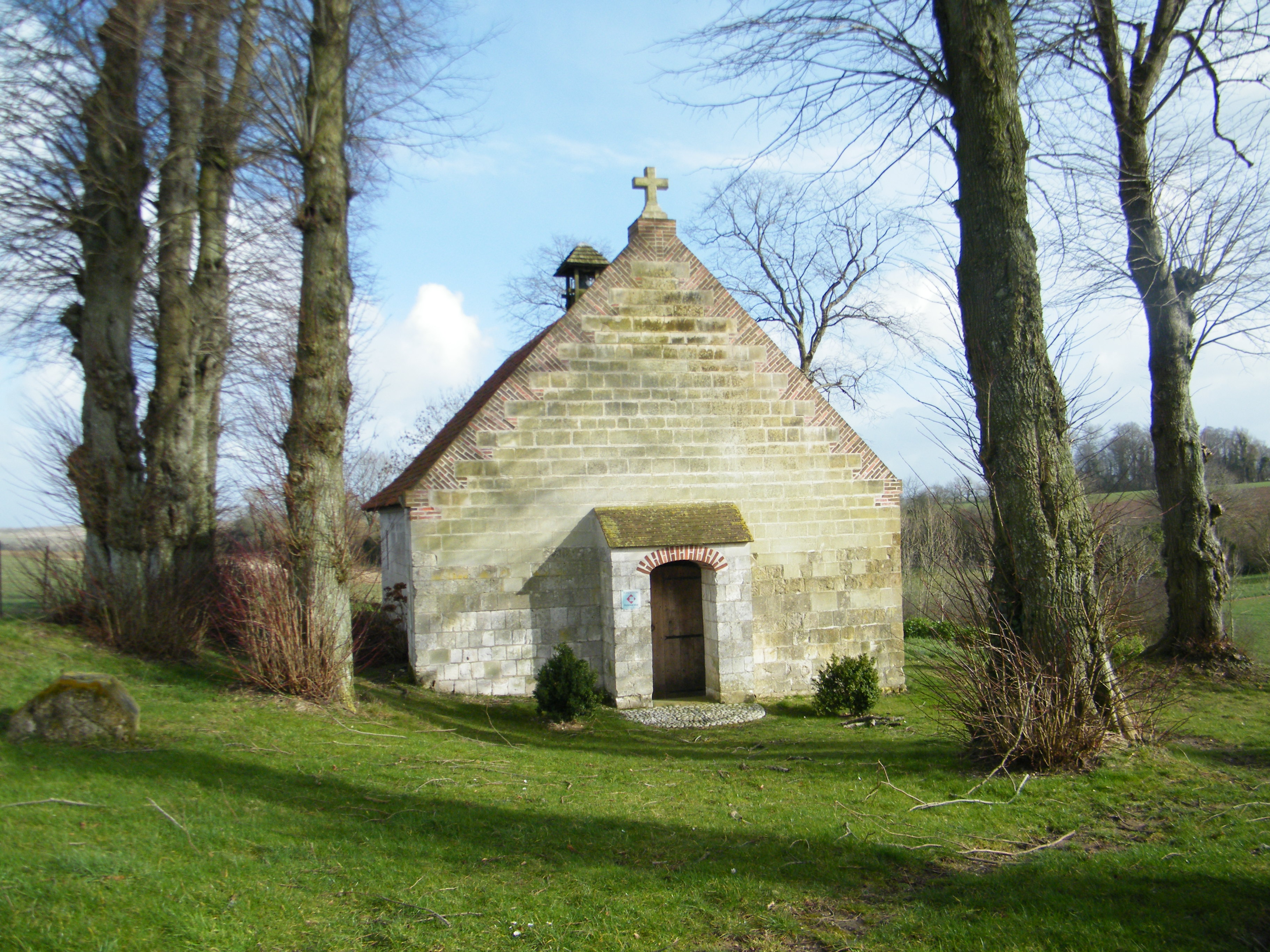
Bussus

El 2007 la població en edat de treballar era de 164 persones, 123 eren actives i 41 eren inactives. De les 123 persones actives 116 estaven ocupades (62 homes i 54 dones) i 7 estaven aturades (4 homes i 3 dones). De les 41 persones inactives 10 estaven jubilades, 12 estaven estudiant i 19 estaven classificades com a «altres inactius».

### Ingressos
El 2009 a Bussus-Bussuel hi havia 109 unitats fiscals que integraven 286 persones, la mediana anual d'ingressos fiscals per persona era de 18.667 €.

### Activitats econòmiques
L'únic establiment que hi havia el 2007 era d'una empresa classificada com a «altres activitats de serveis».
L'únic servei als particulars que hi havia el 2009 era una perruqueria.
L'any 2000 a Bussus-Bussuel hi havia 14 explotacions agrícoles que ocupaven un total de 1.177 hectàrees.

## Equipaments sanitaris i escolars

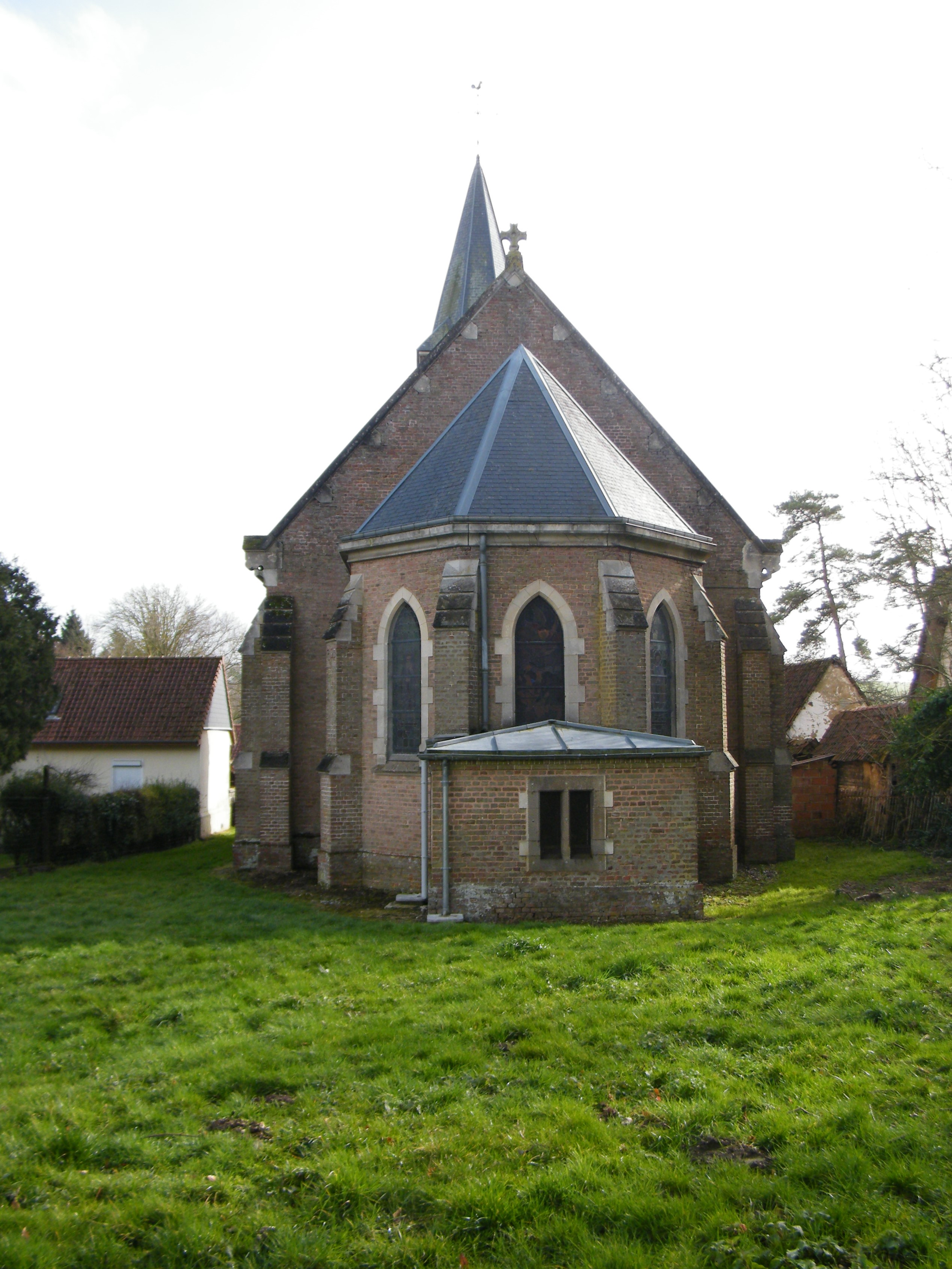
Bussus

El 2009 hi havia una escola elemental integrada dins d'un grup escolar amb les comunes properes formant una escola dispersa.

## Poblacions més properes
El següent diagrama mostra les poblacions més properes.